# 민스크 노면전차

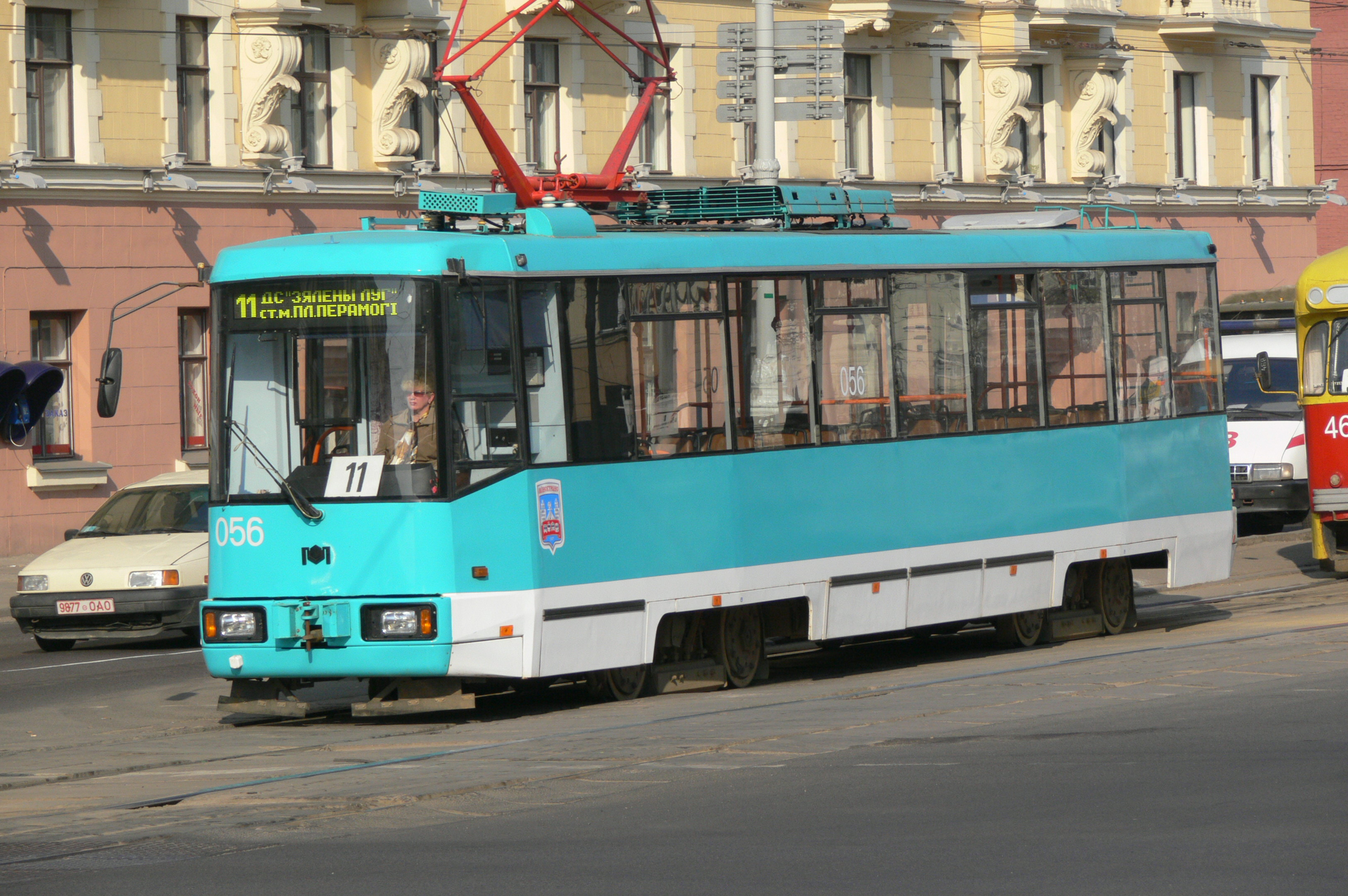
민스크 노면전차

민스크 노면전차(벨라루스어: Мінскі трамвай)는 벨라루스 민스크에서 운영되는 노면전차 시스템이다. 10개 노선으로 구성되어 있으며, 트롤리버스, 지하철, 버스 서비스와 통합되어 있다. 노선은 구소련의 표준으로 남아 있는 러시아 궤간을 사용한다.
전차는 원래 말이 견인하는 방식을 사용했으며, 1892년부터 민스크에서 운행되고 있었다. 당시 전체 영토는 러시아 제국의 일부였다. 1917년 러시아 혁명 이후 몇 년 동안 운행이 중단되었고, 제2차 세계 대전 중에도 운행이 중단되었다.
민스크는 다른 많은 도시보다 더 오랫동안 말이 끄는 전차를 사용했지만 1920년대에 전차의 전철화가 진행되었다.